# Riva del Garda
Riva del Garda – miejscowość i gmina we Włoszech, w regionie Trydent-Górna Adyga, w prowincji Trydent.
Miasto położone jest nad północnym brzegiem jeziora Garda. W sezonie wakacyjnym to kurort chętnie odwiedzany przez turystów z zagranicy. W Riva del Garda znajdują się liczne hotele, kempingi, restauracje i bary, a nad brzegiem jeziora plaże. Z tutejszego portu można popłynąć statkiem do innych miast leżących nad jeziorem Garda.

## Zabytki i atrakcje turystyczne
- średniowieczna twierdza Rocca di Riva (XII wiek) zbudowana przez ród Scaligerich;
- XIII-wieczna miejska dzwonnica (wł. Torre Apponale) położona na placu portowym;
- bramy miejskie:
  - Porta San Marco (XI wiek);
  - Porta San Michele (XIII wiek);
- kościół Chiesa dell'Inviolata - barokowy kościół zbudowany w 1603 roku;
- wodospad Varone - wodospad rzeki Magnone mający prawie 100 m wysokości;
- Strada di Ponale - piesza i rowerowa trasa turystyczna;

## Sport
W mieście, nad jeziorem Garda praktykowane są głównie windsurfing oraz żeglarstwo. W okolicach Riva del Garda znajdują się liczne szlaki turystyczne, via ferraty oraz szlaki rowerowe.